# ان‌جی‌سی ۸

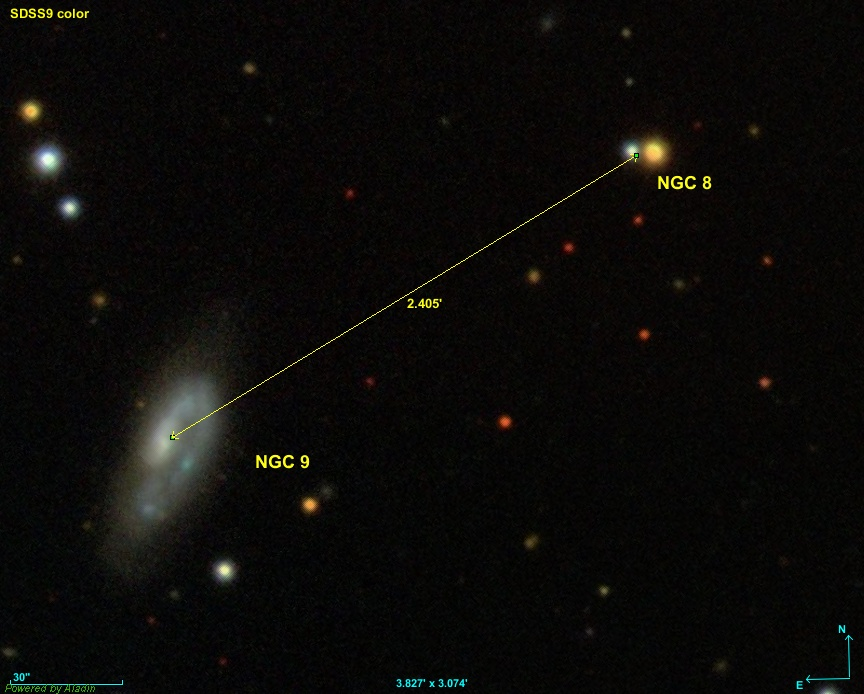
ان‌جی‌سی ۸

ان‌جی‌سی ۸ (به انگلیسی: NGC 8) یک جفت ستاره است. (کی ۵ و اف ۸ ) که در صورت فلکی اسب بالدار قرار دارد، و در ۲۹ سپتامبر ۱۸۶۵ توسط اوتو استروو کشف شد.  تقریباً ۲٫۷ میلیون arc از کهکشان ان‌جی‌سی ۹ دور است.  آن دو احتمالاً ستاره های غیر مرتبط و فقط جفت بصری هستند.